# Авл Корнелій Косс (консул 413 року до н. е.)
Авл Корнелій Косс (лат. Aulus Cornelius Cossus; ? — після 385 до н. е.) — політичний та військовий діяч часів Римської республіки, консул 413 року до н. е.

## Життєпис
Походив з патриціанського роду Корнеліїв. Про батьків, молоді роки немає відомостей.
У 413 році до н. е. після політичної кризи та невдач військових трибунів з консульською владою (консулярних трибунів) 414 року до н. е. його інтеррекс Квінт Фабій Вібулан Амбуст обрав консулом. Його колегою став Луцій Фурій Медуллін. Під час своєї каденції вони розслідували вбивство Марка /Публія Постумія Альбіна Регіллена, консулярного трибуна 414 року до н. е. Після цього вони рушили на допомогу гернікам, землі яких атакували вольски. Давши відсіч ворогам Авл Корнелій разом з Медулліном повернувся до Риму.
У 385 році до н. е. римський сенат, не бажаючи посилення Марка Манлія Капітоліна, призначив Авла Корнелія Косса диктатором. Останній зробив своїм заступником — начальником кінноти Тита Квінкція Цинцинната Капітоліна. Тоді римські володіння атакували вольски за підтримки латинів та герніків. Косс рішуче рушив до Помптінської області, завдавши ворогові нищівної поразки. За цю перемогу отримав тріумф.
Слідом за цим сприяв суду на Марком Манлієм Капітоліном, якого 384 року до н. е. було страчено. Подальша доля Авла Корнелія невідома.